# Sakyong Mipham
Sakyong Jamgon Mipham Rinpoche, Jampal Trinley Dradul (nacido como Osel Rangdrol Mukpo en 1962) es la cabeza del Linaje budista de Shambhala y de la organización Shambhala Internacional, una red mundial de centros de meditación urbanos, centros de retiro, monasterios, una universidad, y otras organizaciones, fundadas por su padre, Chögyam Trungpa Rinpoche. Sakyong Mipham Rinpoche Es considerado un alto lama en los linajes Nyingma y Kagyu del budismo tibetano así como cabeza del Linaje budista de Shambhala iniciado por su padre.

## Biografía
Conocido como Sakyong Mipham Rinpoche, nació como Ösel Rangdröl Mukpo en Bodhgaya, India en diciembre de 1962.: 157  Hijo primogénito del importante maestro del budismo tibetano, Chögyam Trungpa, que había escapado del Tíbet a La India en 1959 huyendo de la represión China. Su madre es Könchok Paldrön, una monja budista. Ambos se conocieron durante el viaje de huida del Tíbet. Chögyam Trungpa dejó La India a principios de 1963 para estudiar en la Universidad de Oxford, permaneciendo su hijo con su madre en un pueblo de refugiados tibetanos al Noroeste de La India.: 72  Con siete años de edad se trasladó a vivir con su padre al monasterio de Samye Ling, Escocia. En 1970, Chögyam Trungpa, se trasladaría a los Estados Unidos, siguiéndole Ösel Mukpo dos años más tarde.: 157 : 120 
En 1979, Chögyam Trungpa Rinpoche invistió a su hijo Ösel Rangdröl con el título de Sawang ("señor de tierra") en una ceremonia oficial. Lo que confirmaría a Ösel como heredero del linaje de Shambhala y el futuro Sakyong.: 204  Con la idea de que su hijo fuera nombrado Sakyong algún día, como él había sido, Trungpa Rinpoche dirigió muy de cerca la formación del Sawang. Tras la muerte de su padre en el año 1987, el Sawang se transladó a Nepal para estudiar con el maestro erudito Dilgo Khyentse Rinpoche durante tres años, mientras Osel Tendzin, el "Regente Vajra", sucedió a Trungpa Rinpoche como cabeza del linaje de Shambhala y de las numerosas organizaciones establecidas por Trungpa, incluyendo Vajradhatu, Aprendizaje de Shambhala, y la Universidad de Naropa.: 406  Cuándo Tendzin murió en 1990, el Sawang fue reconocido sucesor de Trungpa en los linajes Kagyu, Nyingma y Shambhala y cabeza de las organizaciones creadas por su padre.: 410–411  En mayo de 1995 el Sawang Ösel Rangdröl Mukpo fue formalmente proclamado Sakyong en una ceremonia realizada por Penor Rinpoche. Poco antes de la entronización Penor Rinpoche reconoció el Sawang como tulku de Mipham el Grande.: 413 

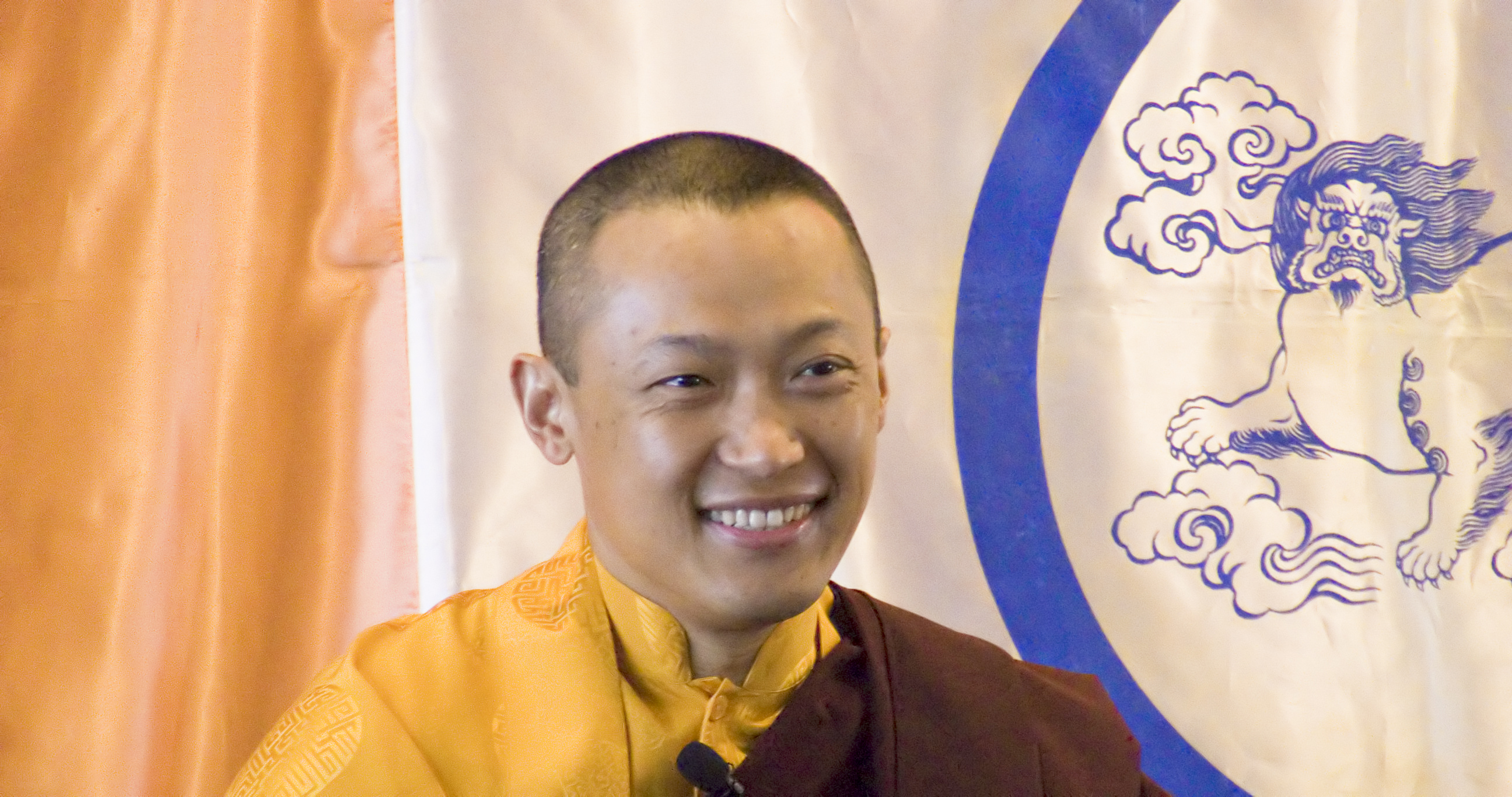
Sakyong Mipham Rinpoche, 2007 Munich

Sakyong Mipham Rinpoche es la cabeza de la Organización de Shambhala, una red global de meditación y centros de retiro unidos por la visión de que la humanidad o la sociedad pueden recuperar su cordura inherentes mediante la entrada en contacto de cada ser humano con su propia bondad, sabiduría y amabilidad inherentes, con la ayuda de enseñanzas y prácticas basadas principalmente en el budismo tibetano pero también en la sabiduría común que se puede encontrar en distintas tradiciones de la humanidad . El Sakyong (en tibetano: ས་སྐྱོང་, wylie: sa skyongo: ས་སྐྱོང་, Wylie: sa skyong
; una palabra compuesta que consta de sa, "tierra," y skyong, "protector," y se puede traducir como "rey," "emperador," o "gobernador") es un rey del dharma mantenedor del linaje budista de Shambhala, guiando miles de estudiantes alrededor del mundo en el camino de meditación. Con una singular mezcla de perspectivas Orientales y Occidentales, enseña meditación y trabaja para la transformación social,guiando también numerosos proyectos humanitarios.
En 2006 el Sakyong inició la conferencia del Liderazgo Compasivo y funda el Premio de la Paz Viviente; otorgado a ejemplos vivientes de personas que benefician a la humanidad.
El Sakyong ha escrito varios libros, incluyendo los traducidos al castellano: Convertir la mente en nuestra aliada, el premiado Gobierna tu vida, Correr y meditar o el Principio de Shambhala. Es también un poeta, artista, y atleta.

## Enseñanzas
Sakyong Mipham, dirige programas y retiros en los Centros de Shambhala por todas partes América del Norte y Europa. Supervisa el desarrollo de la Comunidad de Shambhala y trabaja estrechamente con sus profesores.
En 2001, Sakyong Mipham, visitó El Tíbet por primera vez, donde fue aclamado por miles de personas como el Sakyong y la reencarnación de Mipham. Choseng Trungpa, el Duodécimo Trungpa Tulku, junto con el otro tulkus y dirigentes de Surmang, le pidió que asumiera la administración de los monasterios de la región de Surmang y sus habitantes. También se le pidió que asumiera la administración del Monasterio Weyen, el Orfanato Gesar, y el Instituto Miphan en Golok, y el Monasterio Khamput en Kham. Su apoyo a todo esto es actualmente dirigido a través de la Fundación de Konchok.
En 2004 regresó a La India para conocer por primera vez al Karmapa Ogyen Trinley Dorje, volviendo de nuevo a El Tíbet para visitar los monasterios que están bajo su cuidado.

## El Linaje de Sakyongs
El Sakyong mantiene y expande las Enseñanzas de Shambhala, que es conocida como una sociedad en la que todos sus ciudadanos llegaron a la iluminación. El primer Dharmaraja de Shambhala, Dawa Sangpo, se dice que fue directamente instruido por el Buddha quien le mostró las enseñanzas del tantra del Kalachakra . El Sakyong sería, para la tradición budista tibetana, una encarnación o emanación terrenal del rey Rigden — conciencia iluminada — y en este sentido es un tulku (Tibetan), o nirmanakaya (sánscrito) del Rigden.

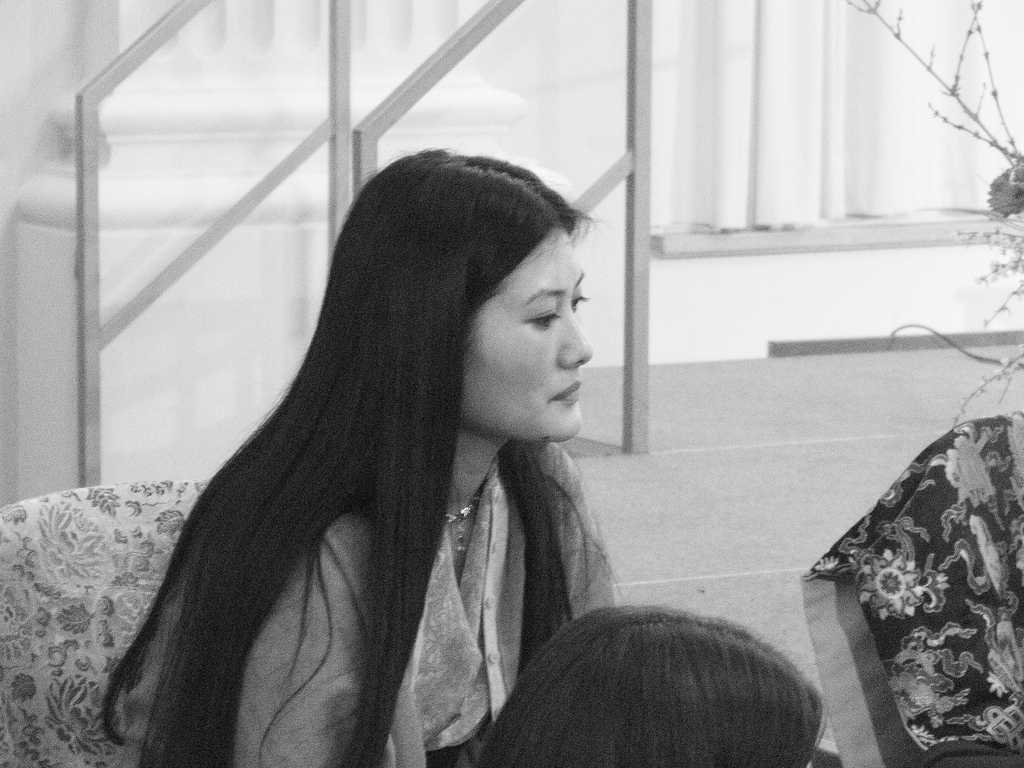
Khandro Tseyang, Sakyon Wagmo

### Sakyong Wangmo y familia
La consorte de un Sakyong es llamada Sakyong Wangmo. La primera Sakyong Wangmo era la mujer, de Chögyam Trungpa Rinpoche, Diana Mukpo. La corriente Sakyong Wangmo es la mujer de Sakyong Mipham, Khandro Tseyang Ripa Mukpo, la hija del Terton Namkha Drimed Rabjam Rinpoche. El Sakyong y la Sakyong Wangmo se casaron el 10 de junio de 2006 en Halifax, Nueva Escocia. Así Khandro Tseyang, fue oficialmente facultada como Sakyong Wangmo por Penor Rinpoche en una ceremonia en Halifax en agosto de 2008. El Sakyong y la Sakyong Wangmo tienen tres hijas. La primogénita, Drukmo Yeshe Sarasvati Ziji Mukpo (Sabiduría de Dragón), nació el 11 de agosto de 2010. La segunda, Jetsun Yudra Lhamo Yangchen Ziji Mukpo, nació en marzo de 2013. La tercera, Dzedrön Ökar Yangchen Ziji Mukpo, nació el 10 de abril de 2015.

### Libros traducidos al castellano.
- El Principio de Shambhala: Descubriendo el tesoro oculto de la humanidad, Ediciones La Llave, 2016
- Correr y Meditar: Lecciones para Entrenar Cuerpo y Mente, Ediciones La Llave, 2015, IBN 9788416145201
- Gobierna tu vida: Estrategias ancestrales para la vida oderna,Oniro,2007, ISBN 9788497542609
- Convertir la mente en nuestra aliada, Ed. Desclee de Brouwer, 2003, ISBN 9788433018069

### Artículos
- Todo está en la Mente en Shambhala Sol, noviembre de 2006.